# Jacob Wilhelm Haarhaus

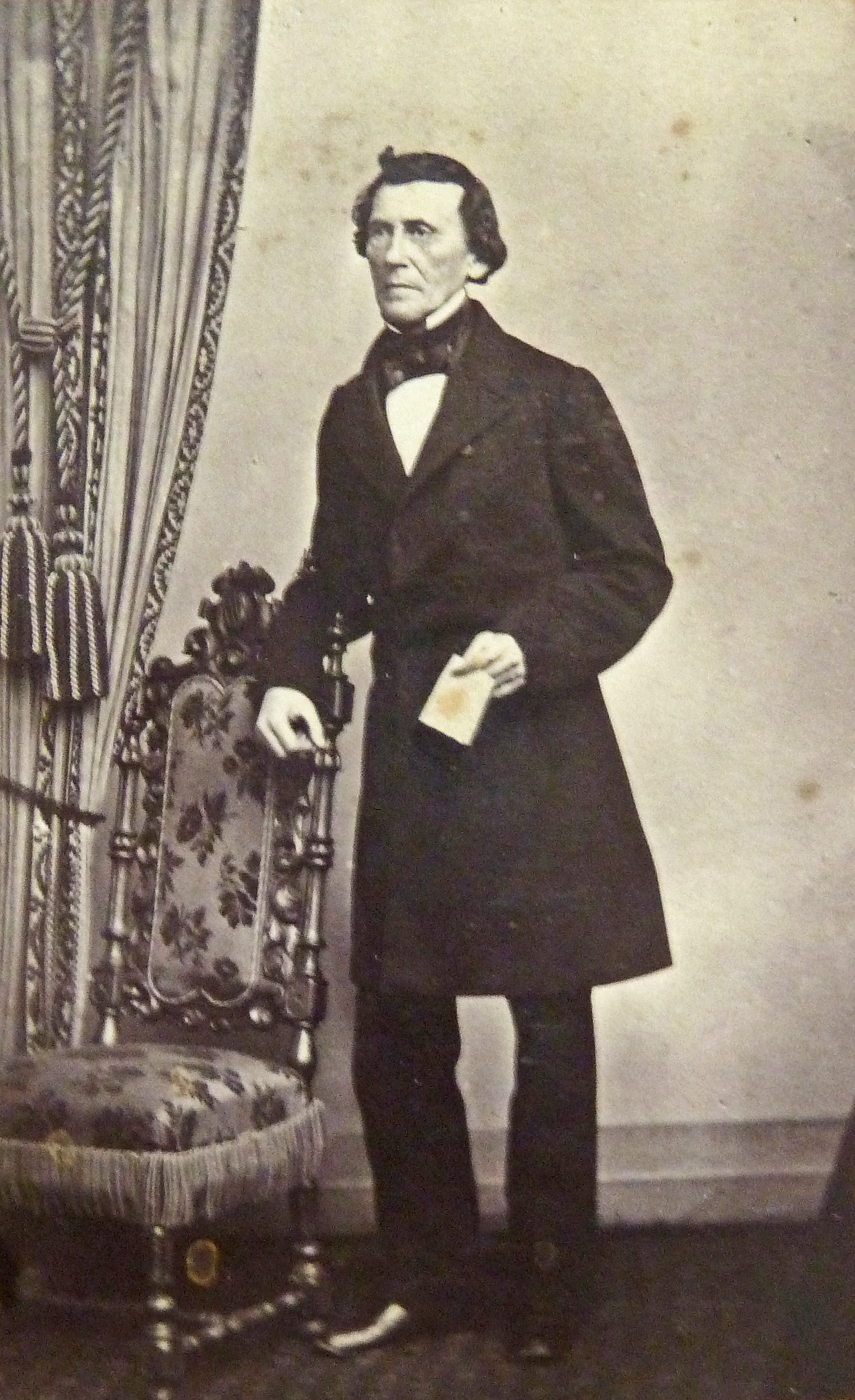
Jakob Wilhelm Haarhaus (1798–1881)

Jacob Wilhelm Haarhaus (* 8. Januar 1798 in Elberfeld (heute Stadtteil von Wuppertal); † 13. August 1881 ebenda) war Unternehmer und Handelskammerpräsident in Elberfeld.

## Leben
Als Sohn des Kaufmanns Johann Caspar Haarhaus (1749–1828) trat Jacob Wilhelm Haarhaus schon früh als Teilhaber in den väterlichem Betrieb ein, diese Baumwollweberei J. C. Haarhaus Söhne wurde 1780 gegründet.
1825 heiratete er Julie Schlieper (1803–1829), die Tochter des Peter Wilhelm Schlieper, Teilhaber der Firma Schlieper & Hecker. Nach dem Tode seiner Frau heiratete er 1830 Johanna Maria Borgmann (* 1806).
Neben seiner unternehmerischen Tätigkeit widmete sich Haarhaus zunehmend öffentlichen Ämtern. Er war Verwalter der Centralwohltätigkeitsanstalt und wurde 1833 Stadtrat. Im April 1836 wählte man ihn zum Mitglied der Handelskammer von Elberfeld und Barmen (Vorgänger der heutigen Industrie- und Handelskammer Wuppertal-Solingen-Remscheid). Als ältestes Mitglied übernahm er nach dem Tod Simons-Köhlers im Januar 1856 kommissarisch den Vorsitz der Kammer. Im Juni 1856 wurde er dann nach vier Wahlgängen mit knapper Stimmenmehrheit zum Präsidenten gewählt. Die Kammer wurde im Juni 1871 in die Handelskammer zu Barmen und Handelskammer zu Elberfeld getrennt, Haarhaus verzichtete aufgrund seines Alters auf die Präsidentschaft der Elberfelder Kammer. Die beiden Kammern würdigten ihn wegen seiner langjährigen Verdienste mit einem Ehrengeschenk.
Als Kaufmann und Fabrikbesitzer machte er sich besonders durch die Errichtung einer Kerzenfabrik einen Namen, diese Kerzenfabrik wurde weithin bekannt. Die von ihm erbaute Jacobstreppe verbindet den unteren Stadtteil mit dem von ihm bebauten hoch gelegenen Nützenberg. Auch die nach ihm benannte Haarhausstraße verdankt ihm ihre Anlegung.